# Bate-estacas

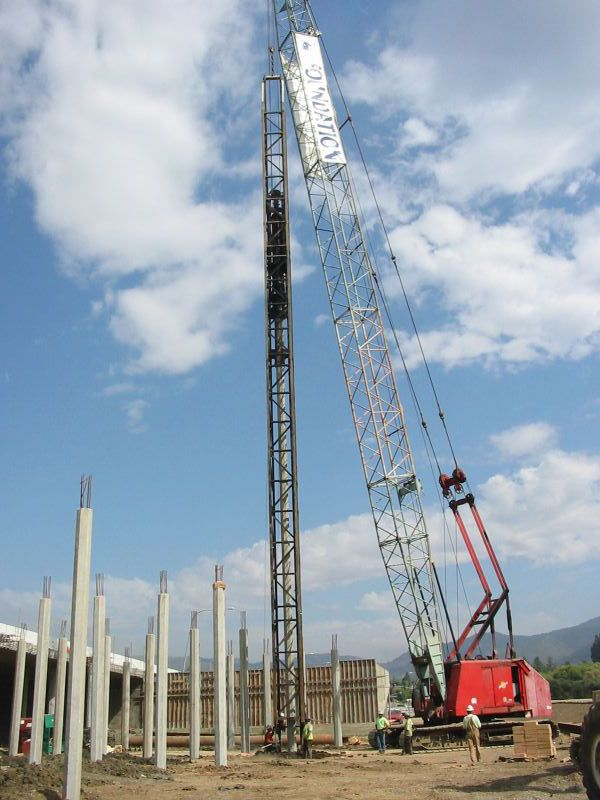
Um bate-estacas suspenso de uma grua — crava estacas para a construção de uma ponte no Condado de Napa, Califórnia.

O bate-estacas é um equipamento utilizado para execução de fundações profundas em grandes construções, método no qual se finca estacas no solo, que podem ser pré-moldadas em concreto, madeira, metálicas, e outros materiais.

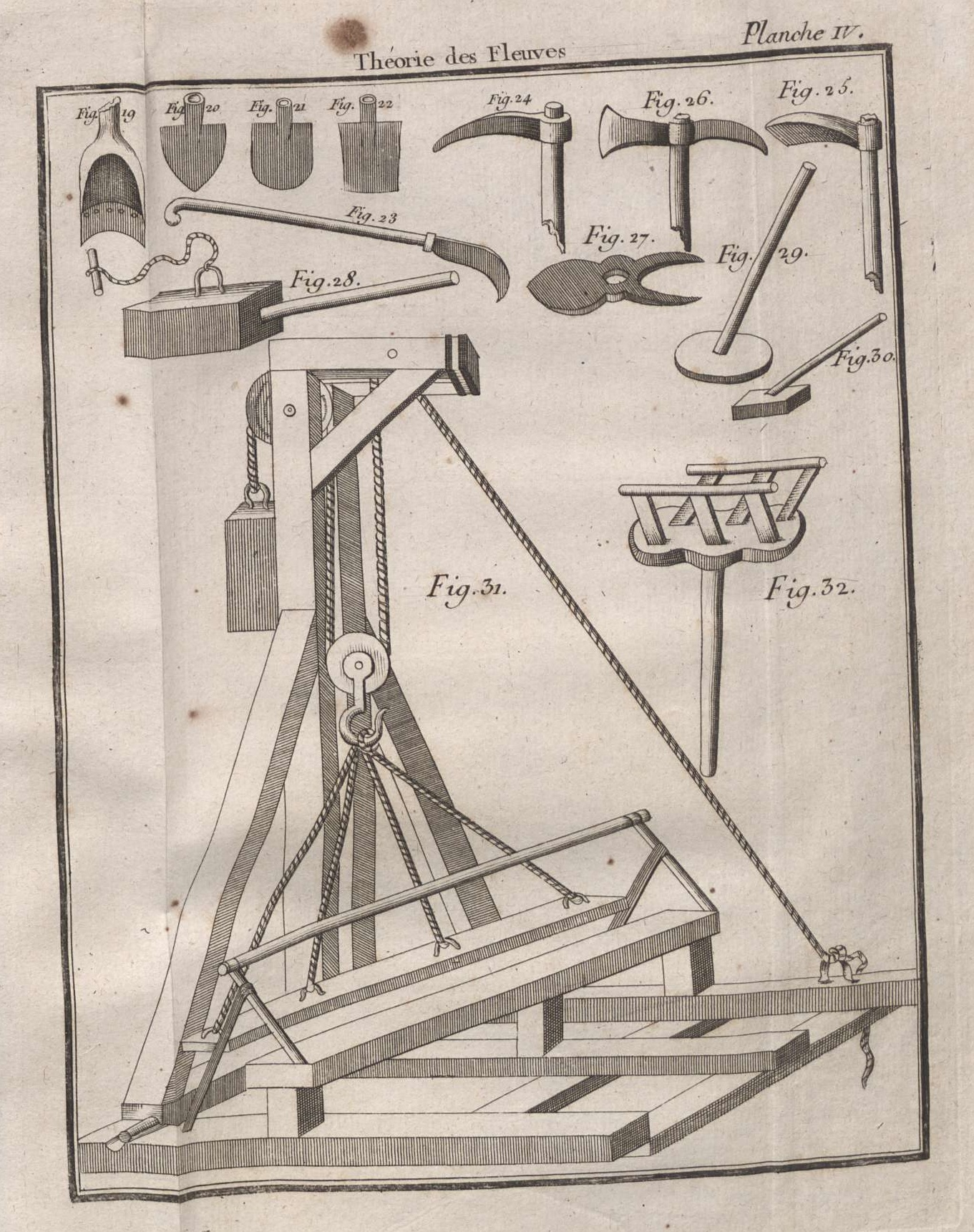
Abhandlung vom Wasserbau an Strömen, 1769

Estes equipamentos constituem-se basicamente de uma torre que eleva o bate-estacas (que pode ser um peso que cai na estaca por gravidade, ou um martelo hidráulico) com vista a cravar a estaca no solo.

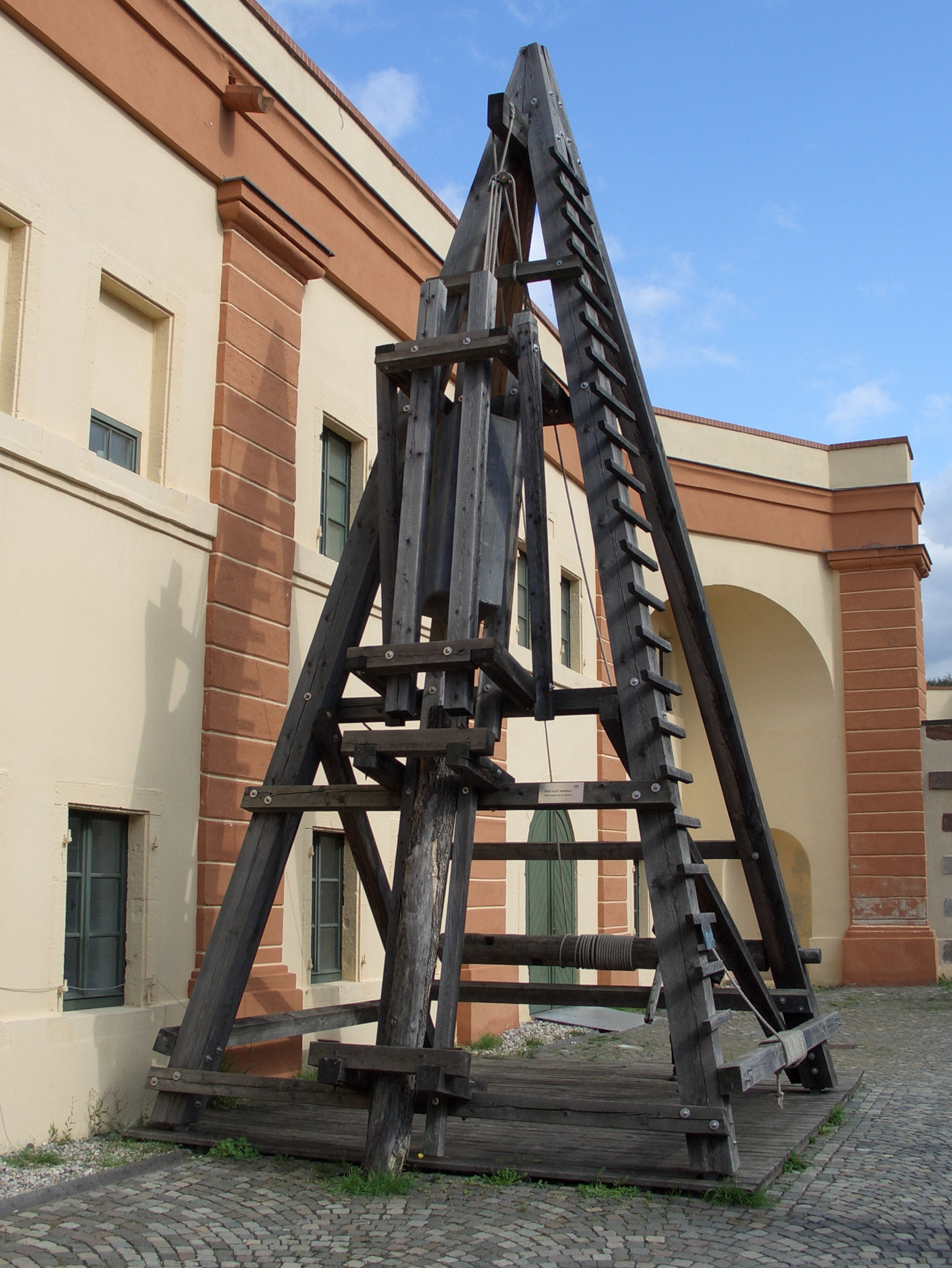
Uma réplica de um bate-estacas romano, construído em Koblenz, Alemanha.

No primeiro caso, há um cabo que eleva a cabeça, acionado por um guincho, e no segundo uma bomba hidráulica que injecta o óleo no circuito, fazendo a cabeça subir e baixar.
Este tipo de equipamento é muitas vezes montado em barcaças para realizar as suas funções no mar ou em rios.
A utilização de estacas na construção data da antiguidade, e são bem conhecidos, e documentados, os exemplos de bates-estacas romanos, como o de Arles.
No Brasil, o termo "bate-estaca" é também utilizado para descrever um som ou música repetitiva, como a house music e as suas derivadas. Um exemplo desta utilização pode ser encontrado na canção de Ana Carolina "O beat da beata".
Em lutas de MMA, o termo de refere a um golpe onde um lutador levanta o oponente (que está agarrado a ele) e o derruba com força no chão.